# Skadedjur
Skadedjur, skadegörare, är djur som vållar människan skada genom till exempel sjukdom eller genom att skada livsmedel, kläder, byggnader, grödor, tamdjur eller annan egendom. 
Begreppet "skadedjur" kan ses som klassificering av olika djurarter från ett utilitaristiskt paradigm där man fokuserar på detta djurs nytta för människor. Djur som därvidlag är till skada för människor ses, från detta perspektiv, som skadedjur.
Emellertid är den praktiska innebörden av begreppet skadedjur inte helt klar, särskilt med avseende på det allmänna språkbruket. Exempelvis kan man betrakta getingen och huggormen som skadedjur för att de attackerar oss efter att vi råkat störa dem, men en kattuggla eller brunbjörn som går till angrepp mot och skadar en människa för att skydda sina ägg eller ungar kallar vi knappast skadedjur.
Skadedjur kan i vissa fall och i vissa avseenden betraktas som nyttodjur eller sällskapsdjur, till exempel råttor och möss. Skadedjur kan också betinga ett värde genom jakt, till exempel vildsvin sedan de återinförts i Sverige. Omvänt kan inplanterade husdjur, till exempel kaniner, förvildas och därigenom bli skadedjur. Se till exempel kaniner i Australien.

## Exempel på skadedjur i olika miljöer

### Besvärar människan direkt

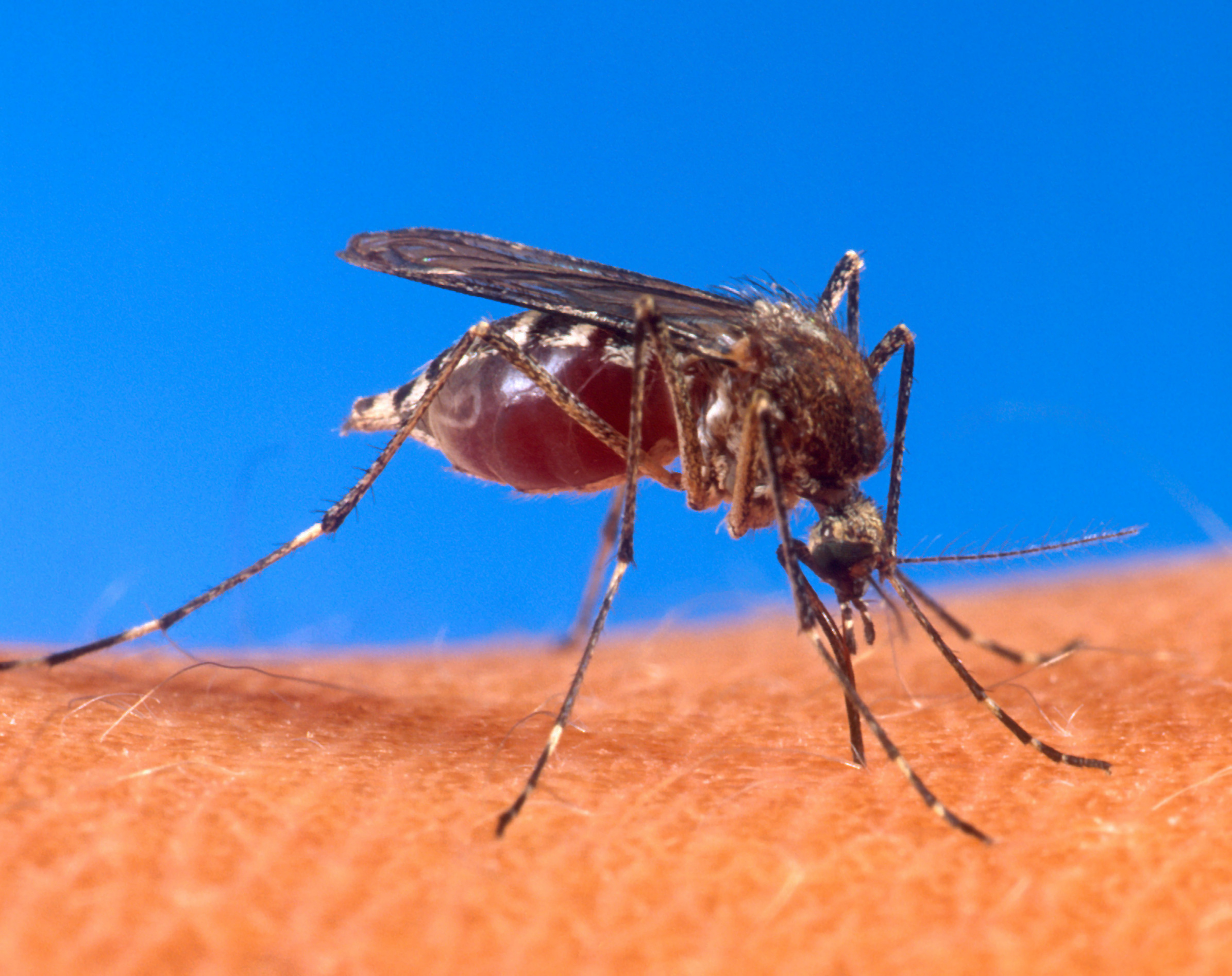
Myggor besvärar människor och husdjur, och sprider sjukdomar.

- Geting
- Fästing
- Mygga
- Vägglus
- Huvudlus

### Livsmedel och avfall
- Möss
- Brun råtta
- Svart råtta
- Tvättbjörn
- Kackerlacka
- Fläskänger
- Kvarnmott
- Flugor
- Mjölbaggar

### Textilier och päls
- Klädesmal
- Pälsmal
- Pälsänger

### Byggnadsvirke och möbler
- Husbock
- Envis trägnagare (dödsur)
- Mjuk trägnagare
- Strimmig trägnagare
- Hästmyra

### Odlingar och trädgårdar

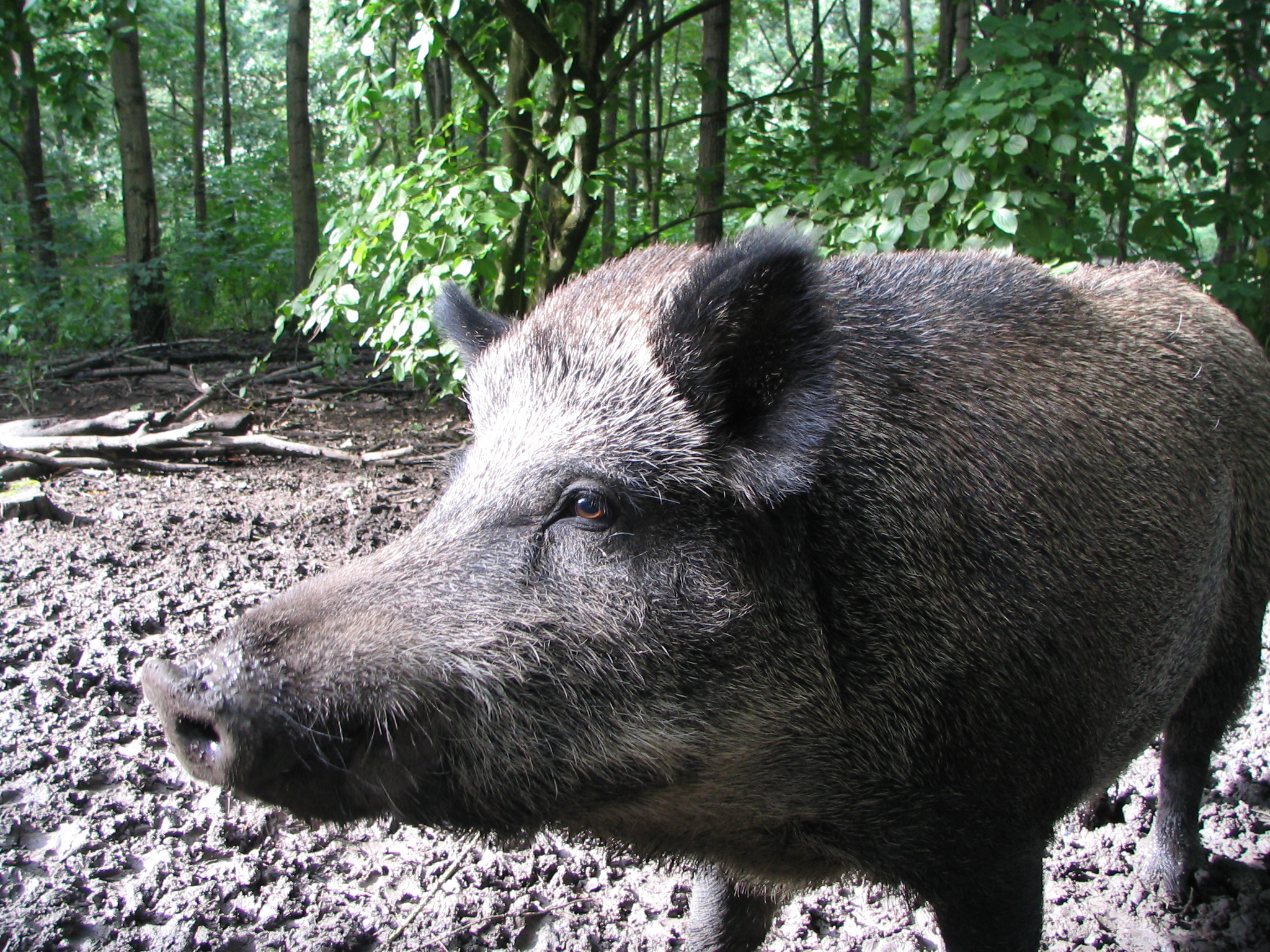
Vildsvin kan vålla stor skada på rotfruktsodlingar.

- Möss
- Rådjur
- Vildsvin
- Kanadagås
- Snigel
- Bladlus
- Mjöllus
- Vandringsgräshoppa
- Drosophila suzukii

### I djurhållningen
- Räv
- Järv
- Varg

### I skogsbruket
- Älg
- Rådjur
- Kronhjort
- Granbarkborre
- Snytbagge
- Större märgborre
- Röd tallstekel
- Ungersk gransköldlus
- Lärkborre